# 農村駅
農村駅（ノンチョンえき、朝鮮語: 농촌역）は、朝鮮民主主義人民共和国咸鏡南道虚川郡にある駅で、虚川線に属する。

## 隣の駅
虚川線
中村駅 - 農村駅 - 楸洞駅